# Field goal
Ett field goal är ett sätt att göra poäng i amerikansk fotboll. För att göra ett field goal måste laget med bollinnehav genom en så kallad place kick, eller drop kick, få bollen i mål, dvs. mellan målstolparna och över ribban. Ett lyckat field goal ger det sparkande laget tre poäng.